# 在日ベラルーシ人
在日ベラルーシ人（ざいにちベラルーシじん）は、日本に一定期間在住するベラルーシ国籍の人々である。

## 統計
日本の法務省の在留外国人統計によると、2023年12月末時点で在日ベラルーシ人は430人である。
在留資格別（4位まで）
| 順位 | 在留資格                 | 人数 |
| ---- | ------------------------ | ---- |
| 1    | 永住者                   | 176  |
| 2    | 技術・人文知識・国際業務 | 68   |
| 3    | 留学                     | 66   |
| 4    | 日本人の配偶者等         | 54   |

都道府県別（3位まで）
| 順位 | 都道府県 | 人数 |
| ---- | -------- | ---- |
| 1    | 東京     | 163  |
| 2    | 神奈川   | 48   |
| 3    | 愛知     | 29   |

## 著名人
- セルゲイ・アレイニコフ